# Albrechtičky
Albrechtičky (in tedesco Klein Olbersdorf) è un comune della Repubblica Ceca facente parte del distretto di Nový Jičín, nella regione della Moravia-Slesia.